# Mimusops erythroxylon
Espèce
Classification phylogénétique
Mimusops erythroxylon, appelé communément bois canne ou tambalocoq rouge, est une espèce de plantes à fleurs du genre Mimusops et de la famille des Sapotaceae. C'est un arbre endémique de l'île Maurice.

## Description
Son tronc est grisâtre et ses feuilles se dressent de manière oblique parfois à quinze centimètres de l'extrémité des branches. Elles sont elliptiques et rigides avec un bout rond. Les pétioles mesurent entre 1 et 6 cm pour une épaisseur de 3 à 4 mm. Ses fleurs sont solitaires à la base des feuilles. Les sépales externes mesurent entre 7 et 8 mm de même que les sépales internes.
Ses corolles mesurent de 5 à 6 mm et les lobes de 3 à 5 mm. Son fruit peu charnu est elliptique et fuselé, d'une grosseur de 3 à 4 cm, avec un fin péricarpe. Il ne porte qu'une seule graine noire de 3 cm.
Des exemplaires de bois canne sont visibles au jardin botanique de Pamplemousses à Maurice.